# Brændevinsbæk
Brændevinsbæk (dansk) eller Branntweinsbek (tysk) er et mindre vandløb i det sydvestlige Angel i det centrale Sydslesvig (delstat Slesvig-Holsten, Tyskland). I administrativ henseende ligger bækken i Stolk Kommune (Farnsted Sogn, Strukstrup Herred). Bækken udspringer lidt nord for Stolk ved Ryskov, afvander Stolk-Hjortmose (Jordmoor), passerer Smøl og munder efter 4 km syd for Elmskov ved Kallebyhus (også: Kellerbude≈Kælderbod) ud i Helligbæk, som efter få km falder i Bollingsted Å, en biflod til Trenen.
Forleddet er subst. brændevin. Forleddet findes flere gange i Norden (f. eks. Brændevinsrende på Samsø og i Håsum Sogn, Brännvinsbäcken i Vermland/Sverige). Måske er navnet rettet mod farven på vandet eller peger på et tidligere bryggereri ved stedet.